# Il vento (Management del dolore post-operatorio)
Il vento è un singolo del gruppo musicale italiano Management, pubblicato il 22 febbraio 2017 dall'etichetta La Tempesta.

## Descrizione
Il vento è stato pubblicato come terzo singolo estratto da Un incubo stupendo (2017), quarto album in studio del Management. Scritto da Luca Romagnoli e composto da Marco Di Nardo, presente anche in veste di produttore dell'intero disco, il brano è stato registrato presso lo Spazio Sonoro di Chieti e vede il contributo tecnico di Manuele "Max Stirner" Fusaroli.
Riguardo ai temi che hanno ispirato il brano, il gruppo ha dichiarato, «Solo gli immaturi riconoscono ancora come unico bene l'onestà e la giustizia e come unico male la disonestà e l'ingiustizia. Come unica aspirazione la felicità e come unico nemico l'infelicità. Noi stiamo aspettando il vento, stiamo aspettando qualcosa di speciale, [...] desideriamo una felicità che non sia passeggera ma che sia la base di ogni nostro respiro».

## Video musicale
Il brano è accompagnato da un video diretto da Ivan D'Antonio e presentato in anteprima su la Repubblica il 20 febbraio 2017. D'Antonio aveva già collaborato con il Management per il video di Naufragando (2016), il primo singolo estratto da Un incubo stupendo. Il regista ha affermato di aver posto al centro della narrazione il passaggio dalla giovinezza all'età adulta, con la conseguente perdita dell'innocenza. Egli riconosce tale passaggio come «un momento, che prima o poi arriva per ogni individuo, in cui capiamo che siamo cresciuti, comprendiamo che il mondo è tanto diverso da come lo immaginavamo e non abbiamo alcuna capacità per gestirlo».

## Tracce
Download digitale
1. Il vento – 3:40